# Long Track
El Long Track (Pista llarga en anglès) o Longtrack, és una disciplina esportiva motociclista de velocitat sobre una pista ovalada. L'esport és molt popular a Alemanya, per la qual cosa la majoria de les pistes són en aquell país, tot i que també n'hi ha a la República Txeca, Finlàndia i Noruega. De vegades se'n fan curses a Austràlia i els EUA, però aquestes són generalment en pistes d'hípica adaptades.

## Descripció
El Long Track és molt similar a l'Speedway però se'n diferencia per córrer-se en pistes de 1.000 metres, cosa que fa que les velocitats que s'agafen siguin molt més altes. Les curses són normalment de sis corredors, tot i que de vegades se'n fan de vuit, que corren en sentit contrari al de les busques del rellotge.

### Relació amb l'Speedway
Hi ha diferències subtils entre les motocicletes d'ambdues modalitats: una moto de Long Track és lleugerament més gran i té dues velocitats, mentre que les de Speedway en tenen només una.
Ateses les similituds entre ambdues disciplines, molts pilots de Speedway participen també en Long Track. Malgrat no haver-hi cap lliga regular de Long Track, n'hi ha mots torneigs amb premis lucratius que ofereixen un mitjà d'ingressos addicionals als pilots de Speedway.
El Long Track també està estretament relacionat amb el Grass Track i la majoria dels pilots competeixen en les dues disciplines.

## Competició internacional
La FIM (Fédération Internationale de Motocyclisme) organitza unes Sèries Mundials i un Campionat del Món de Long Track individual i per equips, però tot i que ambdues competicions es denominen Long Track en realitat ho són de Grass Track, ja que sovint es corren sobre herba.

### Campionat del Món individual
Els pilots que competeixen al Campionat del Món de Long Track individual han de superar unes proves classificatòries prèvies. Primer han de ser seleccionats per la federació de motociclisme del seu país i després han de competir en les rondes classificatòries fins a arribar a les disputades semifinals, que un cop superades donen pas al Campionat pròpiament dit.

### Campionat del Món per equips
Al Campionat del Món de Long Track per equips hi competeixen equips de 3 pilots per país, corrent cadascun d'ells amb tots els altres i acumulant punts en funció del resultat de cada cursa. L'equip que hagi sumat més punts al final és el guanyador. En tots els campionats celebrats fins al moment l'equip guanyador ha estat Alemanya.
- Vegeu també: Historial del Campionat del Món de Long Track